# 민속무용

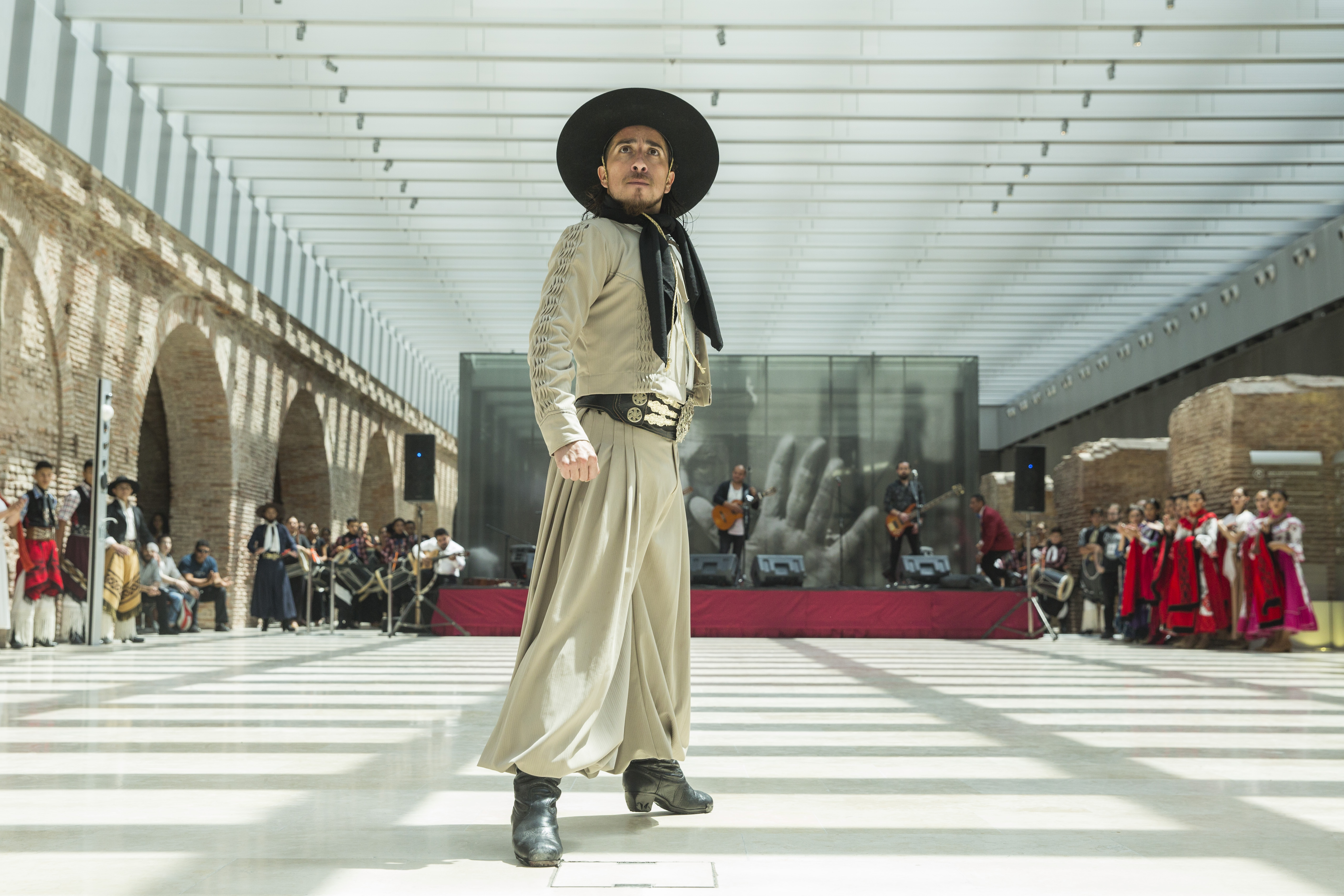
말 람보, 아르헨티나 민속 무용

민속무용(民族舞踊)은 한편에서는 보다 세련된 예술무용으로부터 영향을 받으면서, 춤이 본래부터 가지는 생명적인 리듬이나 인간미를 상실하지 않고 생활과 연결되고 있는 것이다.
민중은 슬픈 일이 있을 때나 기쁜 일이 있을 때나 꾸준히 춤을 추었으며, 누구나 참가할 수 있는 집단의 즐거움으로서 춤을 육성해왔다. 벗과 팔을 끼고 껑충껑충 뛰거나 이러저리 맴돌면서 생명의 리듬에 도취했다. 특정 직업인으로서가 아니고 서로 춤을 출 수 있는 이러한 각국 민중의 춤은 이 행위가 되풀이됨에 따라서 일정한 기술과 질서를 지니며, 고정화된 춤의 패턴을 가지게 되었다. 동양이나 서양을 불문하고 지배계급으로부터 억압된 민중에게 있어서 춤은 즐거움이었다. 한편, 지배계급은 사교의 목적상 춤을 추며 즐기는 퍼레이드 형식의 궁정무용을 갖고 있었다. 원래 민속무용에서 그 기원을 찾을 수 있는 이들 무용은 궁정에 들어간 연후에 기술화(技術化)되고 한층더 세련화되었다. 그리고 이 궁정무용이 발레의 탄생을 유도했다. 그 후, 양자의 기술적인 상호 교섭이 오늘날의 다양하고도 진화된 무용을 유도하는 하나의 요인이 되었다고도 보겠다.
현재에 와서는 남녀가 함께 참가하는 데에 즐거움이 되고 민속무용·사교무용, 남에게 보임으로써 한층더 기술적으로 발전한 '에스닉 댄스', 그리고 예술성이 보다더 높은 '캐릭터 댄스'로의 분화를 볼 수 있다. 한국의 고전무용을 비롯하여 에스파냐 무용, 러시아 무용, 인도 무용 등과 같이 더욱더 예술성이 풍부하고 강렬한 민족적 특색을 지니는 캐릭터 댄스는 오늘날 각국의 많은 사람들에게 애호되고 있다.

## 민속무용과 민족무용
민속무용은 마을이면 마을, 도시면 도시라는 어떤 특정 지역에서 육성·전승되어 온 무용을 말한다. 그 중 어떤 특수한 무용이 그 민족 전체의 관심사로서 클로즈업되어 승화될 때 민족무용으로서의 의미와 격식을 갖게 된다. 이와 같은 민속무용(民俗藝能)으로부터 민족무용(民族藝能)으로 발전·이행해 가는 예는 세계의 여러 종족 사이에서 그 실제를 찾아볼 수 있다. 러시아 발레의 어떤 종목, 에스파냐의 볼레로, 중국의 혁명 후의 중공 가무단(歌舞團)이 연출하는 몇 개의 민족무용 따위가 그 한 예이다. 여기에서는 주로 아시아를 중심으로 그 발생 동기를 분류하여 개관하기로 한다.

## 민속무용의 기원
민속무용은 인간의 가장 원시적이며, 소박하고 본능적인 소원이나 욕구의 구상적(具象的) 표현이다. 더구나 그것은 개인만의 것이 아니고 집단에 의하여 통일된 신앙에서 발단되고 있는 것이다. 따라서 천차만별한 것 가운데서도 이 점이 공통된 성격이라고 말할 수 있다. 그리고 때로는 그 발전 과정에서 직업화하고 전문화된 경우도 있지만 일반적으론 민간, 특히 농경·수렵·어로민족 사이에서 발생하여 전승되는 것이 특징이다. 환언하면 원시종교적인 민간신앙에 수반하는 부대적인 행사 내지는 제사 의식이 민속무용이라고도 말할 수 있다. 따라서 민속무용은 그것을 행하는 인간의 집단·사회·풍토의 연구, 즉 민속학·문화인류학 등의 연구에 매우 중요한 역할을 하고 있다. 반대로 민속무용의 연구는 민속학·문화인류학·사회학 등 관련학문의 도움을 빌리지 않고서는 연구의 성과를 올릴 수 없으며, 단순한 호사취미(好事趣味)로 전락해 버리고 만다.
원래 노래나 춤, 그리고 간단한 연극적인 이야기·대화·몸짓 등은 인간의 생리적인 현상으로서 누구든지 선천적으로 가수인 동시에 배우이기도 하다. 그것이 환경이나 육성 여하에 따라 어떤 자는 직업적 무용인으로 되는 데 불과한 것이다. 이와 같은 생리적 본능에서 나온 노래나 춤은 그것이 예술에까지 승화되어도 민족적인 집단이나 부락의 공유(公有)로는 되지 않고 개인의 재능으로서 그칠 경우가 많다. 그러므로 민속무용이라고 명명하는 한 어떤 형태이건 공동체의 신앙이나 욕구로부터 생긴 공유물이란 것이 조건이 된다. 민족무용쯤 되면 민족 전체의 공유(公有)가 되어야 한다.
그 공유방식 여하에 따라 자연히 거기에는 상이한 형식이 생긴다. 그리고 양자가 다 그 후의 발전상황이나 환경, 사회적 제조건에 의해, 혹은 한 사람의 천재의 출현에 의하여 토속적이고 원시적인 형태로부터 관객을 대상으로 의식하는 무대화에로 발전하는 경우도 있다. 한국의 민속무용인 농악·검무·승무 그 밖의 것이 최승희에 의하여 예술무용으로서 세계적으로 높이 평가되어 '한국민속무용'으로서 인정받게 된 예도 있다. 또 인도의 음악가 라비 샹칼은 시탈(대형의 현악기)의 연주가로서 북인도의 민속음악으로서의 '힌두스타니 음악'을 미국·프랑스·영국·일본 등 세계 각국에 매우 우수한 민족음악으로서 인식시킨 예도 있다. 무용의 경우도 그렇지만, 음악의 경우도 인도의 무용은 거의가 힌두교라는 종교적·철학적 이념을 배경으로 육성되어 왔는데, 그 의미에서 보더라도 훌륭한 민속 무용이며, 그 예술평가는 세계적으로 인정되었고 나아가서는 인도 고유의 민족무용까지 높여졌다고 말할 수 있을 것이다.

## 민속무용의 발생동기와 목적
한국의 민속무용을 비롯하여 동·서양을 통하여 일반적으로 말할 수 있는 것은 그 발생동기와 목적이 결코 관객을 대상으로 하여 보이는 데 있는 것이 아니고, 연주자 자신이 신이 들린 무아의 경지에 들어가는 데 있다. 이와 같이 민속무용은 처음에는 결코 오락이 아니었던 것이다. 연자(演者)는 영매가 되어 사람들의 소원을 신에게 고하여 신의 말씀을 그들에게 전하고 그 희망하는 바를 이루어준다. 그것은 또 신에의 봉사를 의미한다. 기원(祈願)이 성취되면 다시 신에 대한 감사의 공양이 거행된다. 그것이 '제사'이며 '정사(政事)'이다. 제사를 드릴 때에는 반드시 노래나 춤 등의 여러 무용이 봉납(奉納)된다. 오락이라기보다 사람들에게 있어서 생사를 건 절실한 소망과 감사의 구체적인 표현이 민속무용이며, 그것이 발생의 동기이며 목적이기도 하였다. 따라서 민속무용의 기본적인 근원은 샤머니즘에 있다고 말할 수 있을 것이다.

### 민속무용과 샤머니즘
샤먼은 민족에 따라 그 사고방식에 다소의 차이는 있으나 보통 신들린 상태가 되어 초자연계와 직접 교감하여 신의 계시를 말하는 무녀(巫女)를 말하는데, 살만(薩滿)·찰만(札蠻)·살만(撒蠻) 또는 도귀(跳鬼：중국), 무당(巫堂：한국) 등이라고 쓴다. 어원은 범어(梵語)의 스라마나이다. 퉁구스어의 사만이 러시아어로 전화(轉化)하여 일반화되었다고 한다.
그 직능은 신불(神佛)에의 봉사자, 즉 사제이며 주술의이며, 예언자이기도 하였으며, 때로는 정치를 집행하기도 하고, 때로는 병자를 고치는 의사도 되고, 또 길흉을 점치는 점장이가 된다. 말하자면 개인 혹은 집단과 초자연계와의 중개자로서의 역할을 한다. 그들은 선령(善靈)에 대하여 여러 가지 의례(儀禮)를 행함과 동시에, 질병·재해·불행·해악(害惡)의 근원인 악령을 구축하기 위하여 샤먼 특유의 복장을 하고, 북을 치며 방울을 흔들면서 실신상태가 되기까지 극적 흥분 속에서 도취한다. 이윽고 하늘에 올라가서 신의 계시를 받는다. 또 지하의 영(靈)과도 대화를 나눈다.
그들은 개인 또는 집단기원자(集團祈願者)와 영계와의 중개자이며, 그 집단의 리더로서 극적 행위자가 되는 것이나, 그때의 기원자도 또한 그 행사에 직접 관계를 가지는 참가자이다. 그것은 무대 위의 연기자와 관람석의 관객과 같은 의미의 감정의 교류를 행한다. 오늘날의 극장이 어떻게 근대화된다 하더라도 무대와 관람석과의 사이에 조성되는 흥분상태에서 이 샤먼을 중심으로 하는 종교적 엑스터시(ecstasy), 즉 샤머니즘을 도외시할 수는 없다. 하물며 집단 기원의 구체적 형상화로서의 민속무용의 경우에 있어선 이 상호관계는 한층 강하다.

#### 불춤
여기에 샤먼과 민속무용의 관계를 뒷받침하는 한두 가지 예를 든다.
발리섬의 불춤인 '케치야'가 그 하나이며, 이것은 군무(群舞)이기는 하나 실은 춤이 아니다. 마을에 병자가 생기면 그 병자를 사원(寺院)의 광장으로 날라다가 횃불을 피우고, 그 둘레를 마을의 젊은이들이 많이, 때로는 100명 또는 200명이 나체로 둘러앉아 '케치야 케치야'라고 외친다. 두 손을 높이 들고 점차 흥분상태가 되어 큰 물결이 파도치는 듯한 파동형(波動形)의 군무로 된다. 밤에 야외에서 횃불에 떠오르는 적동색(赤銅色)의 벌거숭이와 기괴한 절규는 정말로 악귀·악병을 물리치고도 남음이 있는 효과를 가진다. 이 행사는 전에는 샤먼에 의하여 행하여졌는데, 악마 제거의 풍습이었던 것이 마을 사람들의 손으로 넘어갔다. 최근에는 바야흐로 관광적 색채가 짙어져 연출도 의식적으로 화려하게 되었다고 한다.
샤머니즘에 의한 민속무용에는 때로는 가면을 사용하는 경우가 있다. 특히 아프리카, 남태평양 제도의 종족에 많다. 뉴브리튼섬에 사는 바이닝족은 역시 정령을 숭배하는 토템신자들이지만, 그 습속에 '불춤'이 있다. 나무껍질로 만든 높은 원추형 모자를 쓰고 큰 입술의 가면을 쓰고 이들도 횃불 둘레를 춤을 추면서 돈다. 여자들은 지하의 악령을 쫓아버리는 몽둥이로 땅을 두들기면서 노래부르며 장단을 맞춘다.
자와섬에 '말 춤'이란 민속무용이 있는데 이것도 춤이라기보다는 제신(祭神)행사이다. 병은 악마의 소행이라고 믿고, 병자가 있으면 샤먼에 의하여 기도를 한다. 샤먼은 우선 향불을 피우고 기도하여 신의 뜻을 얻은 다음 그 향불을 공중으로 던진다. 그러면 그 방향에 있던 남자가 이번에는 신접한 자가 되어 쓰러지거나 등나무와 대나무로 엮은 채색한 말을 주면 남자는 신접한 상태로 말을 타고 미친 듯이 춤을 춘다. 이렇게 하여 병마를 물리친다. 이 행사는 어느덧 궁중무용으로 받아들여져 자바의 우아한 무용이 되었다.
또 별항에서 기술한 자바 발리의 그림자 인형극 '와얀'은 연기를 시작하기에 앞서 사제(司祭)이자 연출가이기도 한 다란이 향을 피우는 관습도 샤머니즘의 표현이라고 보아 무방하다. 유럽에서는 스위스의 '늇스라' '크로이제' 등이 이에 속하는 민속무용이라고 말할 수 있을 것이다. 이상은 두서너 가지 예를 든 데 지나지 않으나 민속무용 가운데에는 형태는 각기 다를지라도 많든 적든 샤머니즘적 발상(發想)과 그 요소가 발견된다.

## 민속무용에 나타나는 인간의 소망
시인 또는 미개인과 현대인과의 사이에는 자연히 개인적으로나 집단적으로나 소망의 대상과 그 방법에 다른 점이 있다. 생명의 안전을 바라는 것에는 변함이 없으나 원시 미개인과 그 사회는 현대 문명인과 그 사회와는 달라서 사는 것만이 고작인데, 보다 나은 생활을 갈망한다는 것은 엄두도 못냈다. 그들이 조석으로 원하는 것은 그날의 양식을 얻는 것과 질병·천재(天災)를 모면하는 것, 외적(外敵)과의 전투에서 승리하는 것, 종족의 보존과 번영 등 생명의 유지 이외에는 없었다. 그리하여 자연히 그 소원 성취를 위한 민속적인 각종 행사가 자연발생적으로 생겨 중요한 부대적 행위로서의 무용이 생겼다.

## 민속무용과 농경
농경 민족인 한국에 모심기나 기타의 무용이 널리 그리고 여러 가지 형태로 발생하여 발전하였고, 지금까지도 계승·존속되고 있는 것이 이것을 증명해 준다고 보겠다. 한국을 비롯하여 남방 각 지역에 농악과 그 밖의 여러 무용이 온존(溫存)되어 있는 것도 역시 같은 발상과 환경이 그렇게 만든 것으로 생각된다. 이렇게 되기를 바라는 연극적 모의행위(模擬行爲)가 즉, 오곡이 풍년들기를 바라는 모내기제(祭) 따위의 행사로서 나타난다. 가을에는 수확을 축하하고 신불(神佛)에 감사의 뜻을 바치기 위한 가을의 축제가 거행된다. 소위 '수확제(收穫祭)' 등이 그것이었다.
그리스극(劇)도 또한 이 '수확제'로부터 발전하였다. 그리스는 토질이 미작(米作)에는 부적당하나 그 대신 올리브와 포도의 산지(産地)이다. 포도의 수확은 그들의 생활상황을 좌우한다. 따라서 이 포도 재배를 주장(主掌)하는 신에 대한 신앙이 깊어서 포도의 주신(酒神) 바쿠스(디오니소스)를 제사하는 행사를 가졌다. 그 행사는 매우 명랑한 축제로서 남녀가 다 허리에 양피(羊皮) 따위만을 두른 반나체로 횃불 둘레를 바쿠스의 찬가(讚歌)를 부르면서 돌고, 화라고지이나 화레훠리 등 춤을 난무한다. 이 난무도 그렇고 신전(神殿)에 오기까지의 가장행렬의 행진도 그렇고, 남근(男根)을 휘두르는 외설적인 행위마저 있었다고 생각된다. 나중에 아테네가 그리스의 정치·경제·문화의 중심이 됨에 이르러, 민속무용적 성격의 디오니소스 제전도 점차적으로 연극적 성격으로 변모해 갔다.
하리슨 저 <고대예술과 제식(祭式)>은 세계의 민속무용이나 원시연극의 기원에 대하여 귀중한 자료를 제공해 주고 있다. 다음 1절의 인용은 농경에 대한 인간의 기원(祈願)이 어떻게 하여 무용의 형태를 취하여 나타나는가라는 과제에 하나의 시사를 주고 있다.
마법의 춤은 지금도 유럽에서 행해지고 있다. 스와비아에서 또 트란실바니아의 색슨인 사이에서는 삼(大麻)을 가진 남자가 밭에서 높이 뛰어 오르는 것이 보통의 관습인데, 이로써 삼이 높이 자란다고 믿어 왔다. 독일과 오스트레일리아의 여러 지방에서는 춤을 추거나 껑충껑충 뛰어 오르거나 또 테이블에서 뒤로 뛰는 것으로서 삼을 높이 자라게 할 수 있다고 농민들은 믿고 있다. 마케도니아의 농민들은 밭갈이를 끝마치면 가래를 공중에 던졌다가 떨어지는 것을 받으면서 외친다. '가래가 올라간만큼 곡식이 높이 자라라'라고. 동부 러시아의 어떤 지방에서는 소녀들이 한 사람 한 사람 큰 환(環) 속에 들어가서 참회(懺悔) 화요일(대개 2월 중순 경)의 한밤중에 춤을 춘다. 환은 나뭇잎이나 꽃·리본으로 장식되며, 또 작은 방울과 삼이 달린다. 환 속에서 춤을 추면서 각각 소녀는 고개를 연방 흔들면서 '삼아, 자라라!' 또는 그런 뜻의 말을 외치지 않으면 안 된다고 한다. 여기서 잠깐 주의하지 않으면 안 될 것은 환에 방울을 다는 것인데, 방울이 수확에 관계가 있는 듯한 점이다. 이런 경우는 일본의 노오(能)라는 드라마 또는 무용의 삼바소에서도 보이며 필리핀의 농부가 벼를 벨 때 쓰는 소형의 낫에도 방울이 달려 있다. 방울소리가 노동에 리듬을 주어 능률을 올린다는 실용성과 동시에 무엇인가 풍작을 기원하는 상징이라고도 생각된다. 이 밖에 농경에 관한 민속무용에는 흔히 방울을 쓰고 있다.

가뭄이나 장마는 농경에 대하여서는 위협의 씨앗이다. 그래서 그 재해를 없애기 위하여 신불(神佛)에 기우(祈雨)를 한다. 부락이 일체가 되어 지내는 기우행사에선 보통 사자춤이 등장한다. 곳에 따라서는 청색의 사자 머리춤을 추게 하여 비를 유도한다. 붉은 사자보다는 효과가 있을 것이다. 사자춤은 동양적인 민속무용의 대표격인데 한국 및 중국대륙·인도에서도 성행되며 현재도 그 자취가 사라지지 않고 있고 중국 가무단 등의 중요한 출현 종목의 하나로 되어 있다.

## 민속무용과 어로
어로민족은 농경민족에 비하여 그 인구는 훨씬 반농반어(半農反漁)인 경우가 많다. 그러나 바다를 상대로 목숨을 건 생활문제에 이르면 생명에 대한 불안감은 농경에 비할 바가 아니다. 하늘을 지나가는 구름의 방향에 따라 습성적으로 판단하는 재간 밖에는 가지지 못한 원시 미개인으로서는 육신의 안전, 나아가서는 풍어를 비는 대상으로선 신불(神佛)밖에는 없었다. 그들은 무엇보다도 샤먼에 의한 예고에 의지했다. 어촌에 샤먼이 많이 유포되어 민간신앙이 뿌리 깊은 힘을 가지고 있는 셈이다. 그런데 민간신앙은 집단적으로 그것과 비슷한 특수한 무용을 발생시켰다. 풍어제가 이를 대표한다.
한국에서도 일찍이 풍어제가 발생, 지금도 그 유습(遺習)이 남아 있다. 풍어, 항해의 안전을 기원하는 것과는 관계가 없는 것 같으나 남태평양의 어느 섬에서는 마을의 여인들이 해안에 많이 모여 일렬로 책상다리를 하고 앉아, 두팔을 펴고 머리를 땅에 대고 처음에는 손가락을 조용히 움직이다가 차츰 크게 파상적(波狀的)으로 팔을 흔들기 시작한다. 이것은 잔물결로부터 곧 큰물결이 밀려오는 모습을 나타내는데, 그 큰물결이 바위에 부딪혀 부서지는 모습을 클라이맥스로 하고, 이윽고 또 처음의 잔물결의 잔잔한 상태로 회복된다. 이것은 상상만 하여도 멋진 모의동작(模擬動作)으로 그럴듯한 어촌다운 무용이라고 생각된다. 이와 같은 민속무용은 그 생활환경에 적합한 자연발생적인 성격과 양식을 갖추고 있는 것이 특징이다.

## 민속무용과 제마
풍년과 풍어를 비는 행사는 말하자면 행운을 기대하는 생활의 적극적 욕구의 구상형(具象型)이지만, 최소한 병에 걸리지 않고 불의의 재해도 당하지 않도록 원하는 것은 소극적인 소망이다. 이 계통에 속하는 무용은 상당히 많고 또한 집단적 행위로서 나타나기보다는 오히려 개인적인 형태를 띠고 표현되는 경우가 많다. 샤먼의 '주술무용(呪術舞踊)'은 그 한 예이며, 동양 전역에 걸쳐 행해지고 있으나 에스키모, 아메리카 인디언, 아프리카의 여러 민족 사이에서도 성행하고 있다. 그러나 어떠한 민속에서도 기본적으로는 제액과 악귀를 구축하여 집안이 안전하기를 기원하는 정신으로부터 출발하고 있다고 말할 수 있을 것이다.

## 민속무용과 수렵
스스로 경작하는 것을 몰랐던 원시시대인 및 미개인은 수렵이나 어로에 의하여 식생활을 지탱하여 왔다. 포획물의 많고 적음은 사활을 좌우하였다. 그래서 포획물이 많기를 기대하는 모의동작이 생겨났다. 그때 노리는 포획물의 의장(儀裝)을 위해 곰의 가죽을 뒤집어쓰거나 영양(羚羊)을 본뜬 가면을 쓰고 일동이 춤을 춘다. 물론 성과가 오르면 축하의 주연(酒宴)도 베풀어지고 포획물을 쏘아서 잡은 모의 무도(舞蹈)가 성대하게 개최된다.
오스트레일리아의 오지(奧地)에 사는 삼림 거주자들은 모든 사물에는 영혼이 있다고 믿고 있다. 그래서 자기들의 목적을 무엇이든지 달성하기 위하여 이들의 영혼에 마술을 건다. 그들은 자기들의 희망을 영혼에 알리기 위해 길고 상징적인 극적 행위를 한다. 가령 캥거루라든가 메뚜기 류, 그 밖에 식탁에 내놓을 만한 것, 그 어느 것이든지 부족할 염려가 생길 경우 그들은 이것들이 곧 죽임을 당할 것을 나타내는 간단한 연극적인 것을 하여 보인다. 그러면 캥거루건 메뚜기건 실제로 그렇게 되어버리는 것이다. 그들은 대상물과 공감하는 마법의 주문을 외는 것이다.
또한 같은 형식 밑에 수우어족(語族)의 일파인 만단 인디언은 물소의 댄스를 춘다. 그들은 사냥을 하러 떠나기 전에 물소의 가죽으로 몸을 싸고 그 두개골을 쓰고 원(圓)을 지어 뛰면서 천천히 노래하며 서로 상대방의 가죽을 다투어 벗긴다. 이것은 두말할 나위 없이 물소를 잡는 모의동작이며 연출하는 그들은 생활에 관계되는 진지한 행위이나, 객관적으로는 이 종족의 민속무용으로서 관찰된다.
뉴기니섬에 고기잡이철이 오면 파푸아인(人)들은 톱상어라는 고기의 상징적이고 으스스한 가면을 쓰고 춤을 추기 시작한다. 이 고기의 가면과 그 춤은 바로 바다의 생활을 풍부하게 하는 것과 고기가 낚시에 잘 물리도록 하는 목적을 위해 효과가 있다. 이 밖에 수렵에 관한 민속무용으로 아프리카를 비롯하여 세계각지에서 동물의 자태나 가면을 사용하는 무도를 볼 수 있다. 유럽의 '곰의 무도', 아이누의 '곰제사(熊祭)', 뉴기니의 '화식조(火食鳥)의 춤' 등도 이런 류에 속한다.

## 민속무용과 전투
원시인에게 있어서 인접한 다른 종족의 침략은 오늘날 이상으로 천재(天災) 못지 않은 위협이었다. 국제협정 따위는 없고 약육강식을 다반사로 하는 세상에선 자기방위 외에 다른 도리가 없었다. 반대로 또 종족보존과 식생활을 해결하기 위해서는 언제 어떤 경우라도 적을 침해할 전투준비가 필요하였다. 그러기 위해서는 사냥기술이 그대로 전투기술에 응용·전화(轉化)되었다. 이것이 수렵민족에 있어서 전투적 무용이 발달한 연유이다. 그럴 경우 적을 위협하기 위한 무장으로서 창과 방패, 활과 활촉은 필요 불가결한 무기이며, 그 외에 얼굴에는 문신을 하거나 가면을 쓰기도 한다. 몽둥이춤, 검무(劍舞), 창무(槍舞) 등 용장한 민속무용으로서의 전투무용이 이렇게 성립한다.
전투무용은 단순히 적을 위협하는 것이 될 뿐만 아니라 동시에 전승을 기원하며 자기편의 사기를 고무하는 역할을 한다. 뉴기니에서는 최근 관광을 위해 각 부족집단이 일정한 장소에 집합하여 제각기의 무용을 공개하고 있으며 그 태반은 극락조(極樂鳥)의 깃털로 장식하고 창과 방패를 가진 전투무용대(戰鬪舞踊隊)이다. 그 중 어떤 두 종족이 두 패로 갈려 모의 전투를 개시한다. 그것까지는 괜찮은데 어쩌다가 열광한 나머지 정말로 싸움을 하는 때도 종종 있었다. 창춤에는 또한 피지섬의 원주민에 의한 것이 있다. 손장단에 의한 반주로 창과 부채 그리고 깃발을 가지고 하는 군무(群舞)이다.
필리핀 군도(群島) 루손섬의 이고르트족(族)은 상당히 광포한 종족이지만 전투무용에는 참가자 전원이 북을 울리면서 원을 지어 춤을 춘다. 미얀마 북부 산지의 틴족은 한 사람은 창, 다른 한 사람은 검을 가지고 맞서서 춤을 춘다. 오스트레일리아의 원주민은 한 사람이 몇 개씩의 창을 들고 군무한다. 즉 투창(投槍)을 하는 것이다. 전승을 위한 춤으로서는 뉴질랜드의 마리오 족(族)의 승리의 군무, 솔로몬 군도(群島)의 전첩무용(戰捷舞踊) 등, 모두가 전투무용의 전형이라고 말할 수 있다.

## 종교의식과 민속무용
근원적으로는 주술(呪術)에 관계가 되지만 신불(神佛)에의 봉사로서의 종교의식과 제전에는 무용이 부수적으로 참여한다. 무용도 신불에 바치기 위한 매우 경건한 행사인데 때로는 이에 관계하는 자는 목욕재계할 정도로 본래는 관람대상이 되는 것은 아니었다. 그것이 점차 전화(轉化)하여 오락으로서의 성격을 깊게 해갔다. 여기에 종교의식으로서의 민속무용이 성립된다. 상술했던 그리스의 디오니소스제전의 가장행렬도 종교 의식에 수반되는 민속무용이라고 해석할 수 있다.

### 라마교와 도귀무
종교의식과 민속 무용의 관계를 이해하는데 가장 적당한 예로 티베트·몽고·중국 등지에 유포되어 있는 라마교와 그 제전에서 행해지는 민속무용으로서의 '도귀무'를 들 수 있다. 티베트·몽고, 그리고 중국의 일부와 그 밖의 지방에 라마교가 유포되어 있으며 라마사원이 있는 곳에선 제의(祭儀)를 집행할 때 하는 공양을 위한 가면무도를 '도귀무'라고 한다. 발생 동기, 규모의 웅대성, 형식의 특이성으로 보아, 현행의 세계가면극과 가면무용 중 가장 특색있는 무용이라 하겠다. 그 기원은 900년경 라마교의 보호자였던 국왕의 살해에 얽힌 전설에서 비롯되나 만일 매년(정기적으론 6월) 이를 행하지 않으면 수해·화재·기근 등 재앙이 각지에서 일어난다고 믿었으며, 라마교의 제일(祭日)에 사원의 안뜰에서 라마승(僧)들에 의하여 집행된다. 무용·연출에 있어서는 금실·은실로 수놓은 옷을 입고, 여기에 무늬가 있는 장화를 신고, 또 머리 전체가 들어가리만큼 큰 가면을 쓴다. 이 가면의 종류는 귀면(鬼面)·수면(獸面) 등 다종다양하고 때로는 목제(木製)도 있으나 보통은 종이로 만드는데, 갖은 색깔로 채색하여 괴기하다. 가면사상(假面史上)에서도 귀중한 존재이다. 무용의 종류에는
1. 서무(序舞：파이샨 쟐보),
2. 공양무(供養舞：치요에갈 챰),
3. 항마무(降魔舞：텔갈 챰)

등이 있다.
이 무용을 시작하기에 앞서 백발 노인과 새끼귀신(小鬼), 또는 해골의 가면을 쓴 광대가 등장하여 까불어대면서 장내 정리에 임한다. 연주는 큰징, 큰나팔(간동), 방울, 큰북(홍고르고오), 소라, 피리 등의 반주로 독경(讀經)을 하면서 행해진다. 춤도 음악도 다 결코 가락이 급하지 않고 참으로 숙연한 풍격(風格)으로 이것이 몽고초원의 웅대한 자연을 배경에 잘 조화시켜, 그야말로 대륙의 민속무용이라고 할 수 있는 여유있는 인상을 준다. 구경꾼은 이날을 기다렸다가 당일에는 먼 초원의 여기저기에서 혹은 도보로, 혹은 말을 타고 모여든다. 이 날은 춤 이외에 이른바 몽고 씨름과 경마 등이 개최되고, 경내(境內)에는 일용품이나 잡화 시장이 선다. 몽고·티베트인에게 있어 대망의 안식일인 것이다.
종교의식에 부수하는 무용으로선, 이미 그리스의 바쿠스제(祭)에 대해 언급하였지만 라마의 도귀무(跳鬼舞)도 형식상 상이한 점은 있지만 그 발상은 매우 유사하다. 고대 로마는 여러 가지 점에서 그리스의 영향을 받았지만 연극도 또한 직접 그리스의 모방으로 시종하였다. 연극이란 형식을 취하기 이전의 무용·음악·무용도 그리스에서 로마로 유입(流入)되었다. 또 지리적인 관계상 이집트의 영향도 당연히 받은 것으로 생각된다. 로마에는 '누마'라는 춤이 있었는데 이것은 일종의 전투무용인 동시에 군중도 이에 참가하는 점에서 또 군신 마르스를 제사한다는 의미에서도 종교적 민속무용이라고 볼 수 있다. 이때는 흉패를 단 긴 옷을 입고, 창이나 방패를 들고 군신찬가를 부르면서 시중을 시위행진하였다고 한다. 또 포도의 수확제인 바쿠스제(바쿠나리스), 또는 농경신(農耕神) 사토우르누스제(사토우르나리아), 목신(牧神) 팡제(르베르칼) 등의 종교적 제전 때에는 시민들은 밤을 새워 거리에서 소란을 피우며 쏘다니고 때로는 노예들도 해방되고 무법천지로 난장판을 벌였다는 것이다.

## 민속무용과 관혼상제
결혼과 장례는 원시인·미개인에게 있어서는 종족의 번영을 바라고 영혼의 불멸을 믿는 입장에서 오늘날의 문명인으로서는 도저히 생각조차도 할 수 없는 중대한 의미를 지니고 있었다. 따라서 결혼과 장례식에 부수하는 제의(祭儀)와 이에 따른 무용은 당사자만의 일이 아니고 부락 전체의 중요한 관심사였다. 가마의 행렬, 장송행렬 등은 오늘날까지도 지방에는 그 흔적을 남기고 있다. 여기에 환희의 노래나 비탄의 노래를 곁들였음은 당연하며, 동서고금의 차이는 있으나 거기서 관혼상제에 연유한 민속무용이 성립되는 것이다.
뉴아일랜드에서는 사자(死者)에 대한 공양은 모두 6월에 공동으로 하게 된다. 이 계절이 되면 비스마크·아키페라는 동단(東端)의 토인들은 비밀결사의 지시하에 '이별'을 뜻하는 가면을 쓰거나 이와 비슷한 일을 하면서 한 곳에 모여 장례를 치른다. 그 가면은 사자(死者)의 얼굴을 그대로 본 뜬 것이며, 이것을 쓰고 춤출 사람은 비밀결사로부터 선출된 자에 한한다. 이것은 한 예에 불과하나 가면은 제사의 도구로서 흔히 사용된다. 관혼상제뿐만 아니라 젊은이의 성인식(成人式) 또는 입단식(한 사람의 인간으로서 사회에 나가기 전에 집단훈련을 받기 위하여 부락의 공동체에 입단하거나 또는 비밀결사에 입단하는 것을 이름) 때에도 이에 따르는 의식이나 노래나 춤이 행해진다. 대개의 경우 역시 가면을 쓴다.펠로폰네소스 반도의 입단식 등은 그 한 예이다. 이 밖에 인도네시아, 폴리네시아, 아프리카 각지의 입단식과 이에 따르는 무용이 있다.

## 세계의 민족무용

### 서양의 민족무용

#### 에스파냐의 민족무용
구미에서의 민족무용의 압권(壓卷)은 역시 에스파냐 무용이라고 하겠다. 일반적으로 에스파냐 무용이라고 하면 예부터의 전통적인 고전무용과 또한 각 지방에 분포하고 있는 순수한 민족적인 무용을 가리키며, 아르헨티나(la Argentina, 1890-1936) 이후 무대 예술화된 것이 있는가 하면 집시에 의한 극히 정열적인 플라멩코(flamanco) 등 다채롭기 한이 없다. 그 기법의 특징은 일반적으로 강하고 단단하게 발을 올리며 숄을 흔들거나 치마자락을 펄럭이고 손가락으로 딱딱거리며 신체를 극단적으로 회전시키는 격렬한 표현을 보인다. 그리고 독특하고 미묘한 캐스터네츠의 울림이 여기에 조화(調和)한다. 에스파냐는 대체로 13지구로 나뉘고, 그러한 각 지방에는 제각기 고유한 민속적 춤을 지니며, 그 중에서도 유명한 것이 아라곤의 웨스카 지방에 있는 손수건 춤, 갈리시아 지방의 무이네이라(Muineira), 남부 안달루시아 지방의 그라나다의 판당고(Fandango), 북부 나바라 지방에서 볼 수 있는 스커트의 춤 역시 아라곤의 호타(jota), 안달루시아 지방의 그라나다의 플라멩코, 아라곤이나 나바라 지방의 보타 등이 있다. 이처럼 에스파냐는 유럽에서 으뜸가는 민족무용의 보고라고 하겠다. 

#### 러시아의 민족무용
에스파냐 다음 가는 유럽 대륙에서의 민족무용의 보고는 러시아이다. 아시아 대륙에까지 걸쳐 광대한 지역을 차지하기 때문에 각 지방에는 제각기 고유한 민족무용이 있으나 러시아 전역에 걸친 일반적인 것은 없다. 그 중에서도, 러시아라고 하면 곧 폴카(polka)가 연상되듯이 폴카는 가장 유명하다. 하지만 폴카는 무용 그 자체의 명칭이 아니고, 1830년경에 보헤미아 지방에서 시작된 무도곡(舞蹈曲)을 말하며, 러시아인은 흔히 이 박자의 폴카로 추는 것을 가장 큰 즐거움으로 여긴다. 그러한 러시아에서도 민족무용의 보고(寶庫)는 카프카즈, 그루지야, 우크라이나, 우랄의 각 지방이며, 카프카즈의 레즈긴카나 체르케스카, 그루지야의 레크리나 베르쿠리, 우크라이나의 마카비차라든가 오로도니크, 우랄의 세스촐라 등은 널리 알려져 있는 무용이다.

#### 폴란드의 민족무용
폴란드는 마주르카의 나라로 불린다. 마주르카 외에도 폴로네즈나 폴카의 무곡(舞曲)이 성행하며, 그러한 것이 이 나라 민족무용의 중요한 기조(基調)를 이루고 있다. 대표적인 것은 타트라 산맥 지방의 남자 춤인 고라레(고라루스키), 카르파티안 산맥 지방의 코로메지카, 혹은 오랜 전통을 갖는 크라코비아크 등이 알려져 있다.

#### 스웨덴의 민족무용
일반적인 것으로는 포르스카라고 불리는 농민의 춤일 것이다. 옛날에 폴란드로부터 이식되었다고 하며, 이와 똑같은 이름의 춤이 덴마크나 핀란드에서도 활발하게 성행되고 있다. 이 밖에 제례(祭禮)나 사교(社交)에서 추는 레크스트 또는 4분의 4박자로 짝이 되어 추는 레닌겐 등이 있다.

#### 체코슬로바키아의 민족무용
이 나라의 대표적인 무곡은 폴카이다. 체코는 그 본고장과 같은 느낌을 준다. 그 민족무용을 크게 나누면 체스키슈, 모라브스키슈, 스로벤스키슈의 세 종류가 있다. 주로 보헤미아의 서부가 중심이며 이어 모라비아라든가 슬로바키아 지방에서 활발하다. 보헤미아 지방에는 바보라슈카라는 4분의 2박자의 춤이 있으나, 역시 4분의 2박자인 카라마쥬카라는 둘이서 추는 춤이 보헤미아·모라비아·슬로바키아 지방에서 성행되고 있다.

#### 유고슬라비아의 민족무용
이 나라의 대표적인 민족무용에는 콜로라는 것이 있다. 여러 가지로 변화하여 마케도니아·세르비아·보스니아 등 거의 전역에 걸쳐서 보급되어 있다. 특히 마케도니아 지방은 이 나라 민족무용의 중심지이며, 그 중에서도 동부 산악지대에는 테시코트라든가 게릴라전(戰)의 상황을 무용화한 코미타스 등이 있고, 동부 세르비아 지방에는 서로 허리띠를 잡고 추는 남성들의 쇼프스코 또는 명랑한 발라키아 등이 있으며, 그 밖에도 정화의 방울을 울리며 추는 분제프카 등이 있다.

#### 독일의 민족무용
남부 독일이나 바이에른의 산악지대에 특히 성행하며, 그 가운데에는 손가락을 마주잡고 추는 펜게르 폴카, 발소리를 내면서 추는 흐라이프라틀러, 번갈아 교체하는 두 리듬에 의한 축복의 춤인 츠비파하, 구두로 바닥을 울리고 몸을 치면서 추는 슈프라틀러 등이 있다.

#### 영국의 민족무용

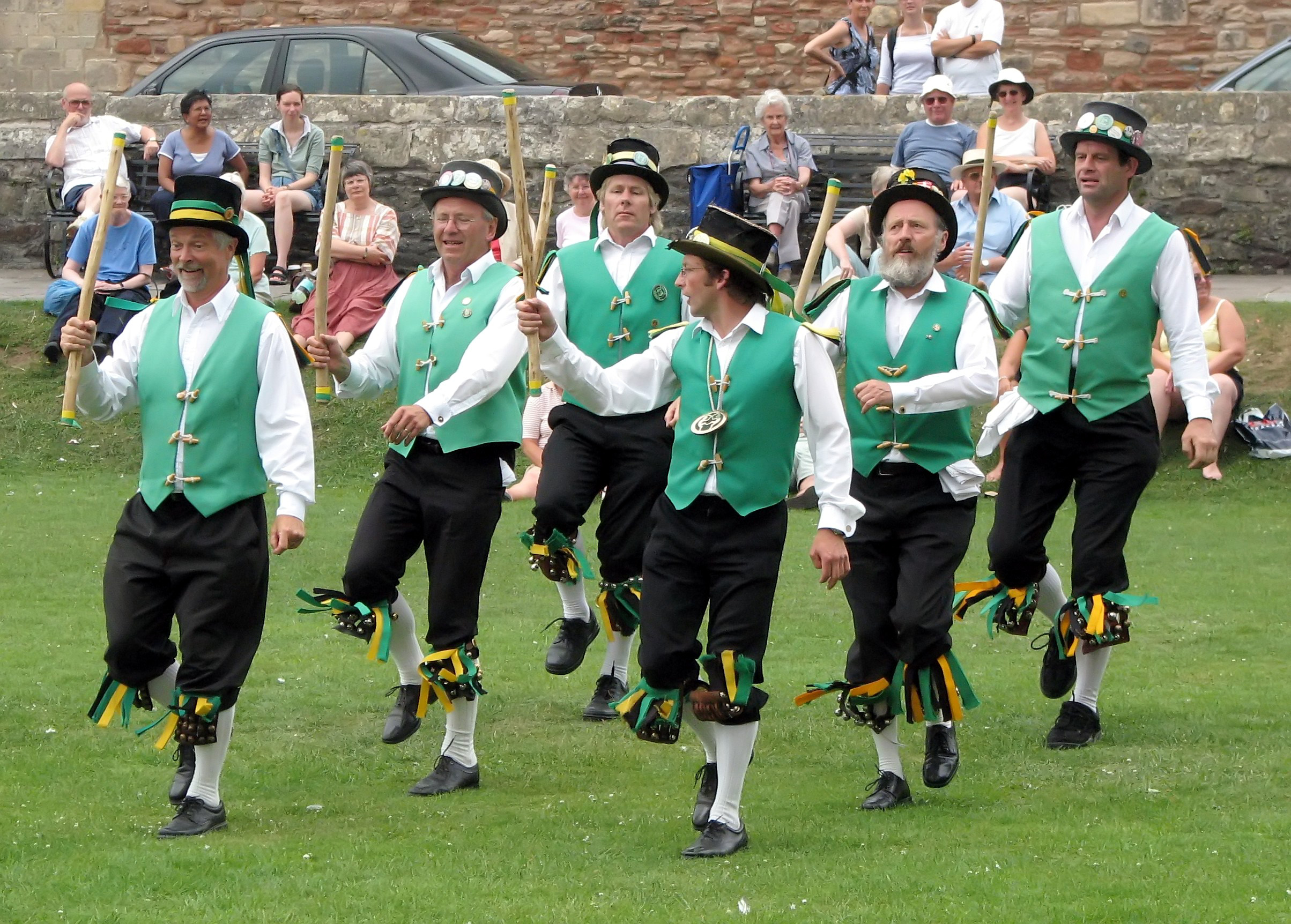
잉글랜드 웰스 지방의 웰스 대성당(Wells Cathedral) 정원에서 추는 모리스 춤(Morris dancing)

잉글랜드보다 스코틀랜드나 아일랜드에 많다. 스코틀랜드인은 남성도 켈트(치마의 일종)를 입고 춤추며 즐긴다. 그리고 이 스코틀랜드에서는 게일족(族)에 특수한 민족무용이 있다.

#### 프랑스의 민족무용
레뷰나 쇼로 널리 알려진 캉캉도 사실은 이 나라의 오랜 춤인 것이다. 남동부 프로방스 지방의 파랑드르 등 이 나라에도 민족무용의 수는 많다.

#### 이탈리아의 민족무용
대표적인 것으로는 타란테라가 있다. 남부 이탈리아나 시칠리아섬에서 많이 추어지고 있다. 곡은 8분의 3, 또는 8분의 6박자. 차차 스피드를 올려 만돌린, 기타, 드럼 등으로 연주하는데, 춤을 추는 사람은 탬버린이나 캐스터네츠를 울리면서 춘다.

#### 미국의 민족무용
미 합중국의 고유한 민족무용이라면 아메리카 인디언의 춤을 들 수 있다. 예컨대 스우족(族)의 곰의 춤이라든가 혹은 호피족의 독수리 춤 등이 그것이다. 또한 하와이의 훌라 댄스(hula dance)는 너무나 잘 알려져 있다.

### 동양의 민족무용

#### 인도의 민족무용
동양에서도 가장 오랜 역사와 전통을 지닌 나라는 인도이다. 그 근저는 종교로서, 인도 무용은 인도교의 제신(諸神)과 갚은 관련이 있다. 그 인도무용에서도 가장 중요한 것은 무드라(mudra)라고 하는 손가락의 표현법이다. 그러한 표현에는 제각기 의미가 있어, 그것에 의해 내용을 전한다. 이처럼 표현법에 의미를 갖게 한 약속이 있어서, 그 약속으로써 흥행에 의지를 전달하는 방법을 취하는 것은 동양무용의 전반적인 특징이다. 따라서 그 표현에서 가장 중요한 의미가 있는 것은 팔이나 손가락의 운동이며, 오직 다리의 운동에만 의존하는 서양의 민족무용(民族舞踊)과는 큰 차이가 있다고 하겠다. 인도의 고전무용은 북방의 카타츠크 댄스, 마니프리, 카타칼리, 그리고 가장 순수하고 고도한 남방의 바라타나티암 댄스의 4종류로 크게 나눌 수 있다. 민족무용은 사원(寺院)에서의 종교적인 의식(儀式)으로서 추어지는 것이 가장 많다. 그 외는 전투에 관한 것과 직접적인 민중의 오락 무용 등이 있다. 그러한 것 가운데서 대표적인 것은 아샘 지방의 나아가족(族)이 추는 나아가댄스나, 풍년을 축하하는 비프, 벵골 지방에서는 남성적인 라이베시, 막대기춤인 카티 댄스 등이 있다. 비하르 지방의 가면(假面)춤인 비하르스, 웃다르 지방의 애인끼리 추는 치하페리, 펀잡 지방의 윤무(輪舞), 반그라, 혹은 라자스탄 지방에서 유명한 카야할, 규라트 지방의 가르바 댄스 등, 과연 인도의 민족무용의 보고(寶庫)라고 할 만하다.

#### 스리랑카의 민족무용
실론도 독특한 민족무용이 적지 않다. 예컨대 접시를 손바닥에 올려놓고 추는 하트 타리, 북춤인 우데키 등이 있다.

#### 파키스탄의 민족무용
역사적으로나 지역적으로도 인도무용의 영향이 크며, 각종 민족이 뒤섞여 있어 제각기 다른 민족무용이 있다. 풍년춤인 방그라, 소녀가 추는 깃다나 키쿠리 등, 또는 원진(圓陣)을 이루고 추는 가르바 등이 있다.

#### 미얀마의 민족무용
고전무용이나 민족무용에서도 미얀마는 비교적 빈곤한 나라라고 하겠다. 국민적인 행사로서는 불의 축제, 물의 축제, 꽃의 축제 등 3대 축제가 있어 활발하게 춤을 추나, 독특한 민족무용으로서는 원시적인 나트 신앙에 의한 정령(精靈)의 춤, 전투적인 검무(劒舞), 막대기 끝에 불을 달아 추는 불춤 등이 겨우 알려져 있다.

#### 타이의 민족무용
타이의 무용은 매우 특색이 있으며, 전통도 오래 되나, 인도로부터의 영향이 강하며 고전적인 궁정무용이 중심을 이룬다. 라마 6세(재위, 1910-1925) 시대에 왕궁 내에 대무용단과 관현악단을 편성, 예술원을 설립하여 무용 및 음악의 발전을 꾀했고 그 예술원이 지금은 국립 시르파콘 음악무용학교가 되어 나라 예술의 중심을 이룬다. 고전적인 타이무용은 콘과 라콘, 람타이 등 3종류로 집약된다. 그리고, 민족무용에는 손목을 흔들어 두개의 랜턴을 회전시키는 랜턴 댄스, 그것을 촛볼로 연출하는 캔들 댄스, 엷은 천을 펄럭이며 추는 만 누이 신타, 엄지손가락을 제외한 양쪽 손가락에 금빛깔의 긴 손톱을 끼고 추는 포렌렙 등이 있다.

#### 인도네시아의 민족무용
인도 및 타이와 함께 동양에서의 무용의 보고라고 하겠다. 그 특징은 인도의 카타칼리 무용의 힘참과 타이무용의 우아함에 인형적인 움직임을 조화시킨 신비성에 있다. 그리고 그 중심지는 자바 본도(本島)와 발리섬(Bali島)일 것이다. 자바에서 가장 유명한 것은 혁제(革製) 인형을 사용하는 와얀 케도크라는 영회극(影繪劇)과 양클 크리티크라는 목제(木製)의 인형극이다. 무용에서는 스린피라는 궁정무용이 대표적이며, 그 밖에 쿠프쿠프라는 나비의 춤이라든가 트페인이라는 가면무용이 있다. 발리섬의 무용으로는 레곤이 가장 유명하다. 레곤극(劇)에서 나오는 아름다운 여성의 춤이며, 이와 반대로 남성의 힘찬 춤으로는 발리스가 있다. 말하자면 발리섬은 무용 만능의 섬이라고 하겠다.

#### 필리핀의 민족무용
필리핀에는 궁정무용이나 고전무용도 없다. 있는 것은 다만 민족무용이다. 더구나 오랫동안 에스파냐의 지배를 받았거나 미국의 통치령이었기 때문에 아시아적이면서도 서구적인 요소가 강한 것이 특징이다. 루손섬에는 술이 든 컵을 들고 추는 비나스원, 민다나오섬에는 둘이서 부채를 서로 던지며 추는 스아 스아 등이 있고, 여자가 던지는 모자를 춤추면서 손을 사용하지 않고 쓰는 팡상고 사 상바리로라든가, 두 개의 대나무를 서로 마주치고 있는 사이를 뛰어 넘으며 추는 티니크링 등 그 수가 많다.

#### 티베트의 민족무용
티베트는 도약(跳躍)의 춤이 많다. 모두가 라마교와 관련이 있어, 강도무(降跳舞), 공양무(供養舞), 지무(地舞)의 3종류로 크게 나눌 수 있다. 강도무는 악마를 다스려 몰아내고, 공양무는 천인(天人)의 춤, 지무는 만다라를 만들 때의 춤이며, 민족적인 칼춤도 알려져 있다.

#### 중국의 민족무용
크게 나누면 옷소매가 긴 춤, 부채춤, 칼춤, 불자(拂子)의 춤, 수건의 춤 등 사용하는 소도구에 따라 여러 가지 형태가 있다. 둘이서 한 쌍이 되어 사자(師子)가 되는 탈춤이라든가 웅장한 북춤, 순진 가련형(型)으로는 화고등(花鼓燈), 연꽃춤(蓮花落), 차(茶)를 따는 춤인 채차가(採茶歌)등이 전국에 걸쳐 알려져 있다.

#### 일본의 민족무용
서양의 민족무용이 주로 악기의 반주를 수반하는 데 반하여, 일본 민족무용의 특색은 악기보다도 말과 많이 결합되어 있다. 대략 일본의 민족무용은 종교중심의 것과 연중행사적인 것이 있으며, 형식적으로는 설화성(說話性)이 강한 것과 주로 가요를 춤으로 표현하는 것이 있다. 좀 더 상세히 분류하면 신사(神事)에 관한 무자신악(巫子神樂)·대신악(大神樂), 불사(佛事)에 관한 염불춤(念佛踊), 전원무용(田園藝能)에 관한 전유(田遊)·풍년춤(豊年踊), 해변에 관한 대어절(大漁節)이나 고래춤(鯨踊), 풍류(風流)로서 우산춤(傘踊)·꽃갓춤(花笠踊)·칼춤(劒舞)·낫춤(鎌踊)·북춤(太鼓踊) 등이 있으며, 가부키춤(歌舞伎踊)·사자춤(獅子舞) 등이 있다.

## 참고 자료
- 이 문서에는 다음커뮤니케이션(현 카카오)에서 GFDL 또는 CC-SA 라이선스로 배포한 글로벌 세계대백과사전의 내용을 기초로 작성된 글이 포함되어 있습니다.